# Lesław Piszewski
Lesław Piszewski (ur. 1958) – polski działacz społeczności żydowskiej, w latach 1997–1999 i ponownie od 2018 przewodniczący i w latach 2014–2018 wiceprzewodniczący Gminy Wyznaniowej Żydowskiej w Warszawie, w latach 2014–2019 przewodniczący Związku Gmin Wyznaniowych Żydowskich w RP, zawodowo związany z obrotem nieruchomościami.

## Życiorys
W latach 1999 i 2001 był stypendystą Nahum Goldmann Fellow, a w latach 2000 i 2002 stypendystą Community Service Scholarships.
Pełnił funkcję przewodniczącego Gminy Wyznaniowej Żydowskiej w Warszawie i był członkiem zarządu Związku Gmin Wyznaniowych Żydowskich w Polsce.
W 2005 zajmował stanowisko dyrektora zarządzającego Atara Foundation.
W 2011 był pełnomocnikiem zarządu ds. rozwoju sieci franczyzowej Emmerson S.A. Zajmuje się obrotem nieruchomościami.
11 kwietnia 2014 został wiceprzewodniczącym Gminy Wyznaniowej Żydowskiej w Warszawie. 30 listopada 2014 objął funkcję przewodniczącego Związku Gmin Wyznaniowych Żydowskich w RP. Wchodzi w skład Kolegium Społecznego Muzeum Historii Żydów Polskich Polin w Warszawie.
Jest członkiem założycielem B’nai B’rith Polska, reaktywowanego w 2007.